# Pedro Alberto Saura Ramos
Pedro Alberto Saura Ramos (Murcia, 1948) es un pintor, cineasta y fotógrafo español especializado en arte rupestre paleolítico del norte de España y en fotografía y cine documental de antropología, naturaleza, submarino, etc. Es catedrático de fotografía de la Facultad de Bellas Artes de la Universidad Complutense de Madrid. Ha publicado gran cantidad de trabajos gráficos en solitario y como ilustrador de obras de prehistoriadores. Es autor, junto a su mujer, de varios facsímiles de arte rupestre paleolítico, entre los que destacan la réplica de Altamira conocida como la Neocueva, así como otros dos grandes fragmentos de alrededor de 40 metros cuadrados, del Techo Policromo de la Cueva de Altamira, el primero de ellos realizado en 1992 en el parque cultural Parque España, en Shima (Japón) y otro, junto con cinco facsímiles más de otras cuevas (Tito Bustillo, Candamo, Llonín, Covaciella y Covalanas) en el Parque de la Prehistoria de Teverga, en Asturias.
Figura como director o director de fotografía en más de setenta documentales sobre arqueología, exploraciones subterráneas, naturaleza, antropología, arrecifes de coral, expediciones o regatas oceánicas, emitidas por varias cadenas de televisión españolas y del resto de Europa.[cita requerida] Uno de sus trabajos más relevantes lo desarrolló en Papúa Nueva Guinea, donde a lo largo de cinco grandes viajes entre 1983 y 1994, dirigió y rodó una serie documental de once episodios titulada Melanesia otro planeta habitado. Su tesis doctoral se centró en los decorados ceremoniales de las tribus de las Tierras Altas de Papúa Nueva Guinea.[cita requerida] Algunas de las otras series documentales de las que es autor o director de fotografía son: Juegos de la Naturaleza de trece episodios, El arrecife de coral de catorce episodios, Los tres anillos de tres episodios. Todas ellas emitidas por TVE y varias cadenas nacionales y autonómicas.[cita requerida] En Papúa Nueva Guinea desarrolló un intenso trabajo fotográfico y cinematográfico. Sus fotografías de las ceremonias, vida cotidiana y guerras tribales en la Tierras Altas, han sido objeto de varias exposiciones, la última de ellas UANTOKS, en el Museo de la Evolución Humana de Burgos en 2013-14.

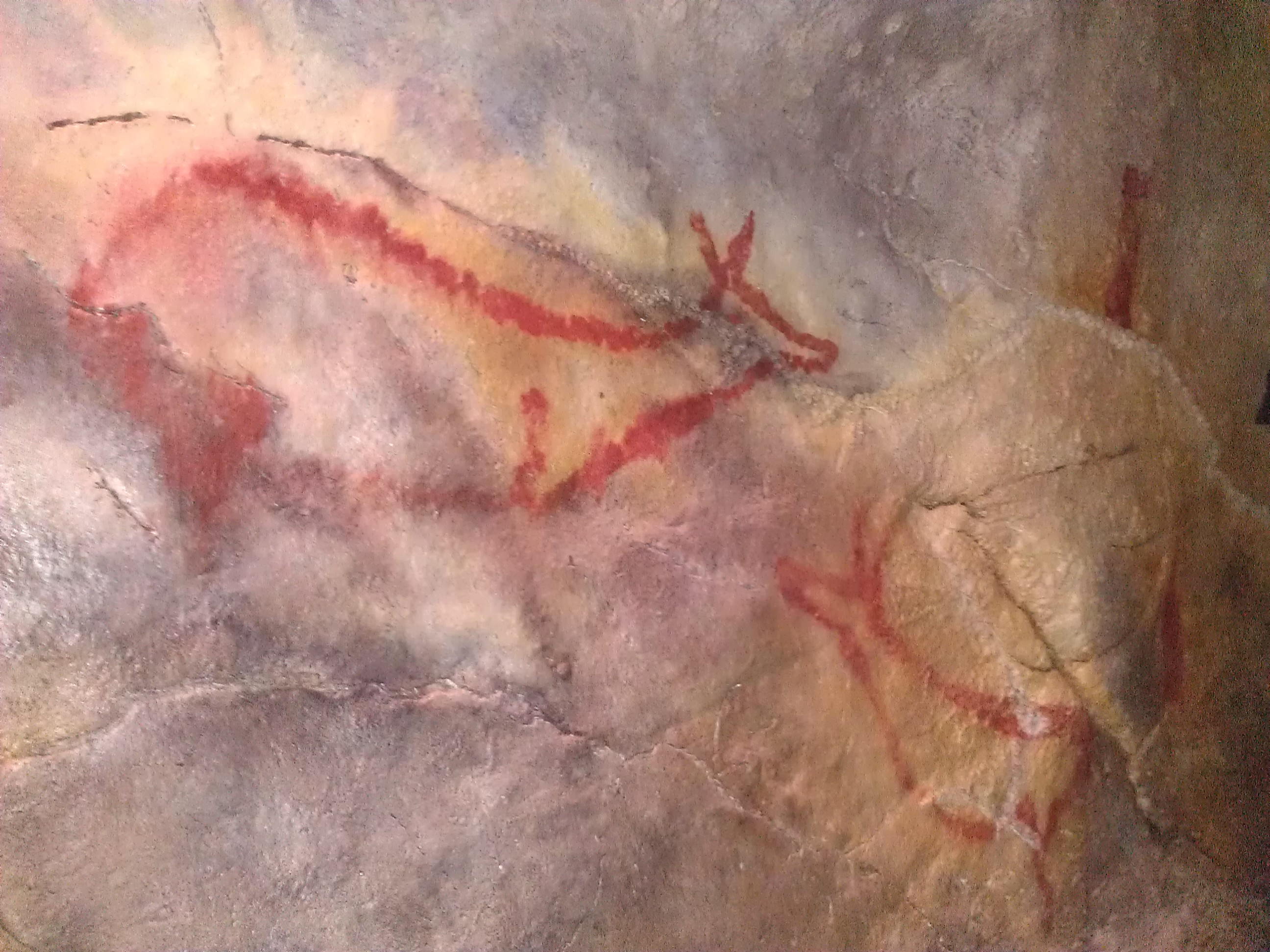
Réplica de la cueva de Covalanas en el Parque de la prehistoria de Teverga por Múzquiz y Ramos.

Estuvo casado con la profesora de Dibujo Matilde Múzquiz Pérez-Seoane con quien realizó las distintas réplicas de la cueva de Altamira, incluida la Neocueva inaugurada en 2001 junto a la original y como parte del Museo Nacional y Centro de Investigación de Altamira.
Es poseedor de varios sexenios de investigación, distinción que se hace en la universidad española a la excelencia investigadora.[cita requerida]

## Obra
Entre otras muchas obras propias, en grupo o colaboraciones se encuentran las siguientes:
- Saura Ramos, Pedro A.; Múzquiz Pérez-Seoane, Matilde; Bernaldo de Quirós, Federico; Lasheras Corruchaga, José Antonio; Beltrán, Antonio (1998). Altamira. Lunwerg Editores. ISBN 84-7782-493-2.

- Múzquiz Pérez-Seoane, Matilde; Saura, Pedro (junio de 1999). «Los secretos de Altamira». Newton Siglo XXI 2 (14): 84-92. «Un solo artista pintó esta obra maestra».

- Antonio Beltrán, ed. (1999). The Cave at Altamira (en inglés). Fotografías de Pedro A. Saura Ramos. Oviedo: Harry N. Abrams. ISBN 9780810919891. Resumen divulgativo (9 de junio de 2000).

- Múzquiz Pérez-Seoane, Matilde; Saura, Pedro (2002a). «El facsímil del techo de los bisontes de Altamira» (PDF).  En Lasheras, J. A. (coord.), ed. Redescubrir Altamira. Turner. pp. 219-242. ISBN 84-7506-5465. Consultado el 4 de marzo de 2014.

- Saura, Pedro; Múzquiz, Matilde (enero-febrero-marzo 2002). «Dossier: “La réplica del techo polícromo”» (PDF). Patrimonio Histórico de Castilla y León (Valladolid: Fundación del Patrimonio Histórico de Castilla y León): 32-34. ISSN 1578-5513. Archivado desde el original el 28 de junio de 2012. Consultado el 2 de mayo de 2012.

- Múzquiz Pérez-Seoane, Matilde; Saura Ramos, Pedro A. (2006). «Ocho nuevos hallazgos de caballos solutrenses en el techo policromo de Altamira».  En Maillo Fernández, José Manuel y Baquedano, Enrique, ed. Miscelánea en homenaje a Victoria Cabrera. Volumen II. pp. 33-40. ISBN 84-451-2952-X.

- Saura Ramos, Pedro A.; Múzquiz Pérez-Seoane, Matilde (2007). Arte Paleolítico de Asturias: ocho santuarios subterráneos. Prólogo de Rodrigo de Balbín Behrmann. Fotografías de Pedro A. Saura Ramos y Begoña Millán Hurtado. Oviedo: Cajastur. ISBN 978-8479253127.